# Камуроївка
Камуроївка — річка в Україні, у Козятинському районі Вінницької області, ліва притока Десенки (басейн Південного Бугу).

## Опис
Довжина річки 6,5 км., площа басейну - 16,6 км². 

## Розташування
Бере початок у селі Воскодавинці. Тече переважно на північний захід і в селі Сошанське впадає в річку Десенку, ліву притоку Десни.